# Dadia

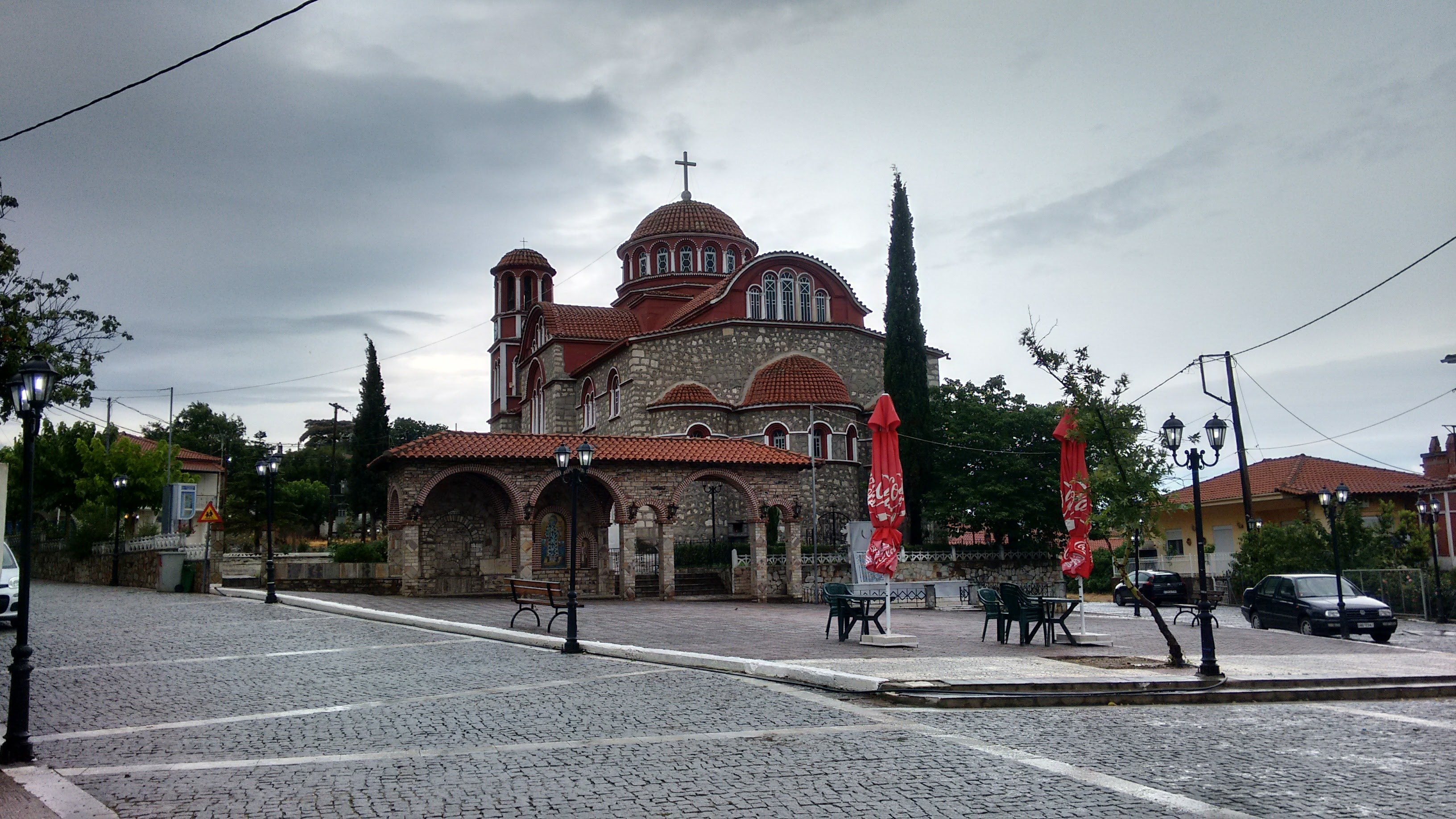
Plaza principal de Dadia, con la iglesia.

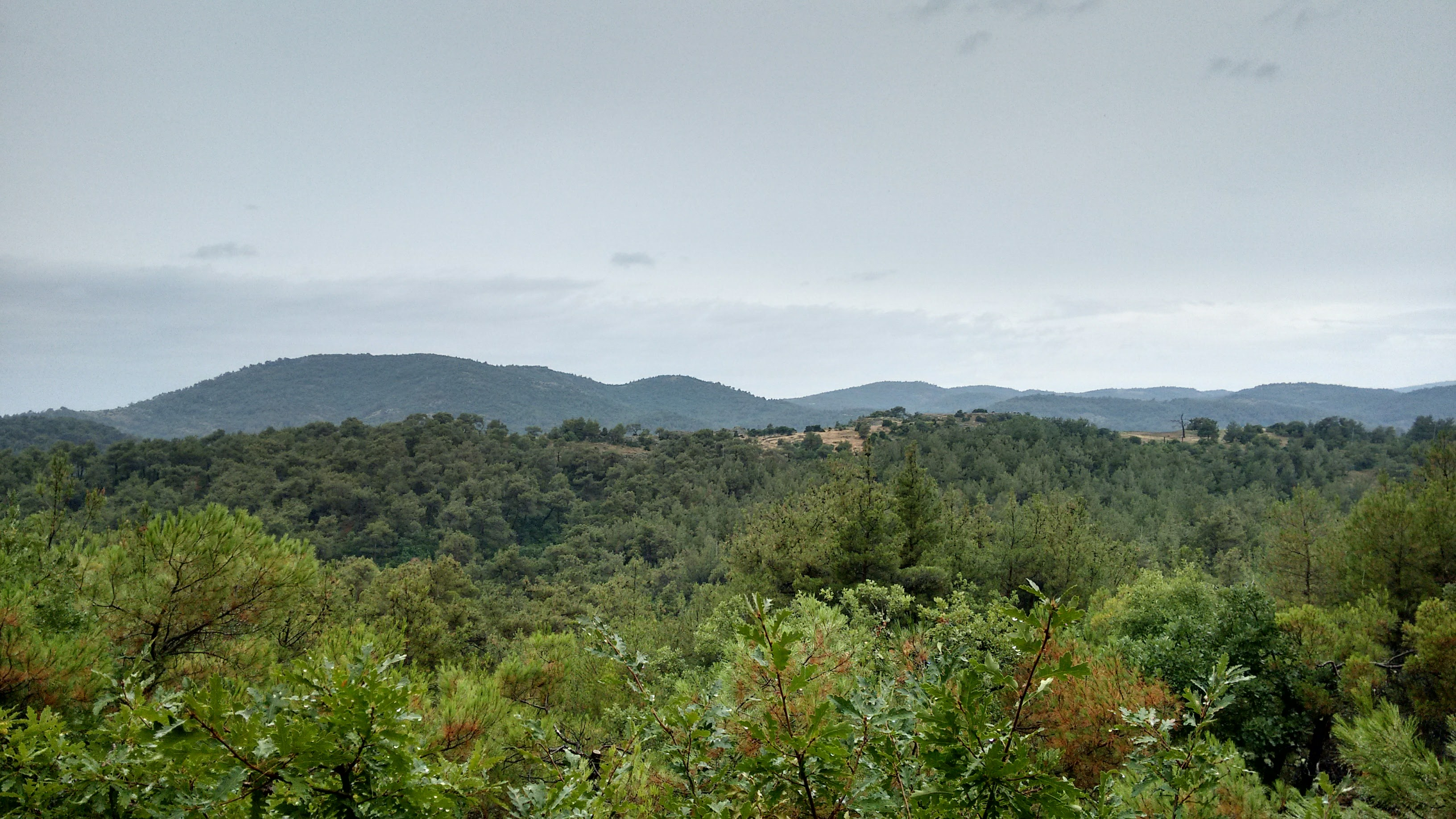
Comedero de buitres en el Parque Nacional de Dadia-Lefkimmi-Soufli

Dadia (Δαδιά) es una aldea en la parte del noroeste de la unidad periférica de Evros en Grecia. Dadia se encuentra en el municipio de Souflí.

## Localización
Sus coordenadas son: 41° 7' 47" N, 26° 13' 30" E. En la pendiente del monte Gkimprenas, a las orillas del río Evros Mangazi, se encuentra el pueblo de Dadia, en el cual se sigue manteniendo la tradición de las competiciones nacionales y algunas de las antiguas tradiciones griegas.

## Población
Su población en 2001 era de 800 para el pueblo y 823 para la comunidad, incluyendo el Kotronia pueblo. Se encuentra al suroeste de Soufli y al norte de Feres. El nombre proviene de un bosque de pino resinoso que en el pasado fue utilizado para la iluminación.

## Historia
Los primeros habitantes de Dadia fueron allí para encontrar refugio durante un terrible golpe de peste. Los turcos dicen que el pueblo Tsiamkioi proviene de Pefkohori, pero muy pronto recibió el nombre de Dadia como muestran los registros de la ciudad de Didimótico.

## El bosque de Dadia
El bosque de Dadia es muy conocido, ya que es uno de los hábitats más importantes de Europa. Es ejemplo de un ecosistema mediterráneo que se ha desarrollado a través de siglos de convivencia entre el hombre y la naturaleza. 
La vegetación se compone principalmente de bosques maduros de pino negro y de  bosques de roble. La cubierta de este exuberante bosque es a menudo interrumpida por pequeños pastos y tierras de cultivo.
La rica variedad de paisajes que resultan de las características anteriores hacen de este paraje un hábitat ideal para el bienestar de las aves rapaces: la región alberga 36 de las 38 especies de aves de presa en Europa, incluyendo muchas especies raras como el águila imperial (Aquila heliaca) y Spotted Eagle (Aquila pomarina).
Es una de las únicas regiones de Europa en donde viven diferentes tipos de aves de presa. Sólo aquí existen tres de las cuatro especies de buitres en Europa.